# Chasing Destiny
Chasing Destiny è un film del 2001 diretto da Tim Boxell.
È una commedia drammatica a sfondo romantico statunitense con Casper Van Dien, Lauren Graham e Christopher Lloyd.

## Produzione
Il film, diretto da Tim Boxell su una sceneggiatura di Guy Thomas, fu prodotto da Michael A. Candela, Betsy Chasse e Richard Mann per la Flashpoint, la Pretty Brunette Films, la Prosperity Pictures e la Rampant Feline e girato a Los Angeles in California. Il titolo di lavorazione fu Romantic Moritz.

## Distribuzione
Il film fu distribuito negli Stati Uniti nel 2000.
Altre distribuzioni:
- in Ungheria (A behajtó)
- in Francia (Au rythme du destin)
- in Germania (Crazy Love - Hoffnungslos verliebt)
- in Grecia (Odigontas to pepromeno)